# Pacific Life Open 2005
Die Pacific Life Open 2005 waren ein Tennisturnier der WTA Tour 2005 für Damen und ein Tennisturnier der ATP Tour 2005 für Herren in Indian Wells, welche zeitgleich vom 7. bis zum 20. März 2005 stattfanden.

## Damenturnier
→ Qualifikation: Pacific Life Open 2005/Damen/Qualifikation